# Bezhetsk
Huyện Bezhetsk (tiếng Nga: ? райо́н) là một huyện hành chính tự quản (raion), của Tỉnh Tver, Nga. Huyện có diện tích 17 km². Trung tâm của huyện đóng ở Bezhetsk.